# Cor Litjens
Cornelis Bernardus Maria Litjens (Nijmegen, 16 juni 1956) is een Nederlandse beeldhouwer, schilder en tekenaar.

## Leven en werk
Cor Litjens werd opgeleid aan de Hogeschool van Arnhem en Nijmegen in Nijmegen. Als landschapskunstenaar is hij vooral geïnteresseerd in het stedelijk landschap. Hij maakt grote monumentale sculpturen en kleine gedetailleerde plastieken in brons of staal, soms in combinatie met steen.
Litjens beschrijft zijn recente werk zelf als 'onvoltooide bouwwerken'. In veel van zijn werk creëert hij een ruimte binnen een grotere of open ruimte.

## Tentoonstellingen
Behalve in Nederland, heeft werk van Litjens op de volgende tentoonstellingen gestaan in andere landen:
- 2001 - 2002: Sausmarez Manor, Guernsey, Verenigd Koninkrijk
- 2001: Jardin des Plantes, Parijs, Frankrijk
- 2001: Sculptour Mettingen, Duitsland
- 2001: Kingston Biennial Sculpture Exhibition, Kingston, New York, VS
- 2001: Chateau Drulon, Le Châtelet, Frankrijk
- 2002: Kingston 350 anniversery, Kingston, New York, VS
- 2004 tot heden: Parco Sculture del Chianti, Siena, Italië
- 2006 tot heden: Sculptur Urschweiz, Ennetbürgen-Luzern, Zwitserland
- 2009: The Prizery, South Boston, VS
- 2009: Galery Dianne Patton, Roanoke, VS
- 2010: Beelden Biënnale Beerse, België
- 2015: Chateau Drulon, Le Chatelet, Frankrijk
- 2020: Kranenburg, Duitsland

## Videografie
Cor Litjens channel

## Fotogalerij

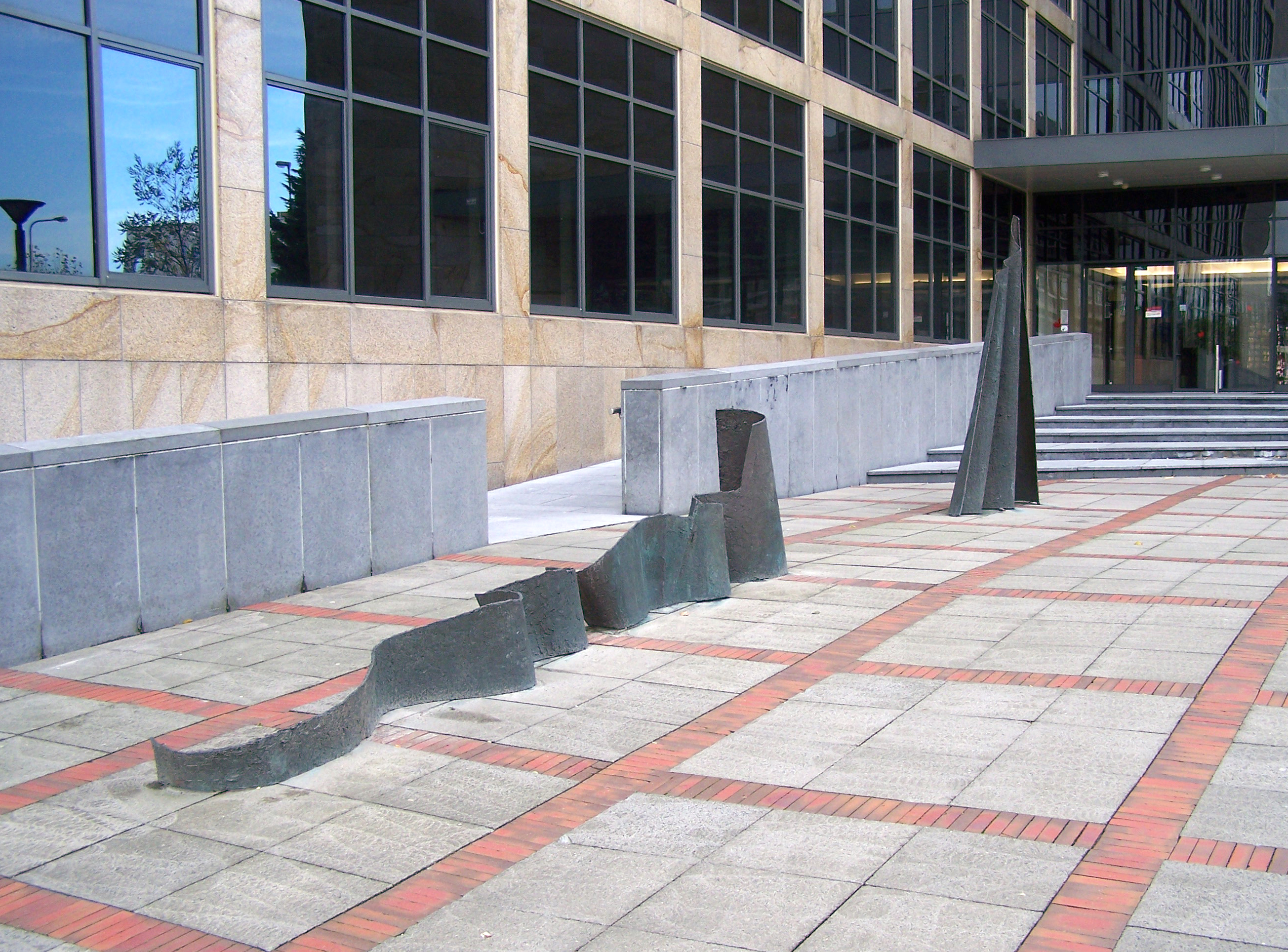
De Golf (1991) bij de ING-bank, Tesselschadestraat, Leeuwarden
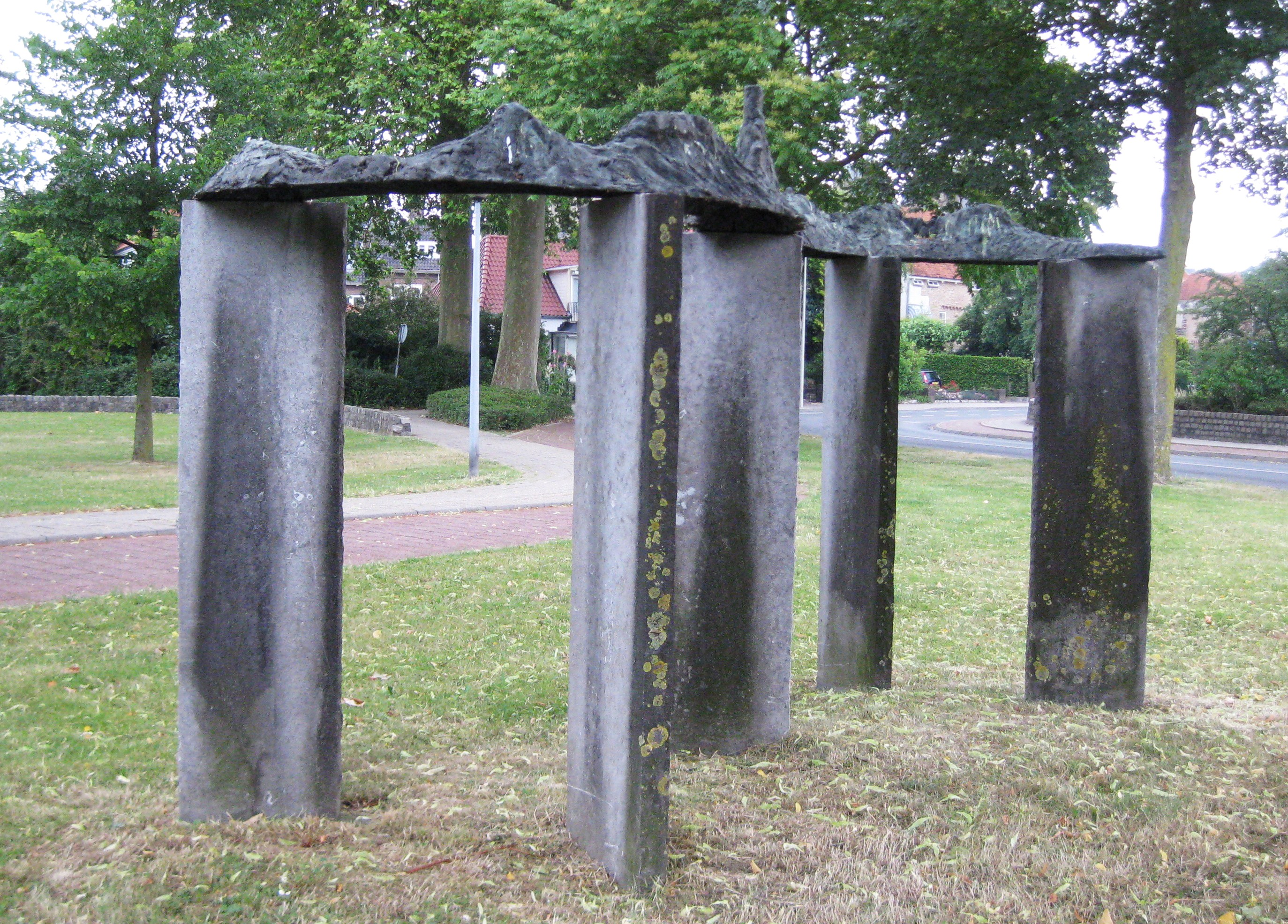
Berglandschap (1991), Martinetsingel, Zutphen
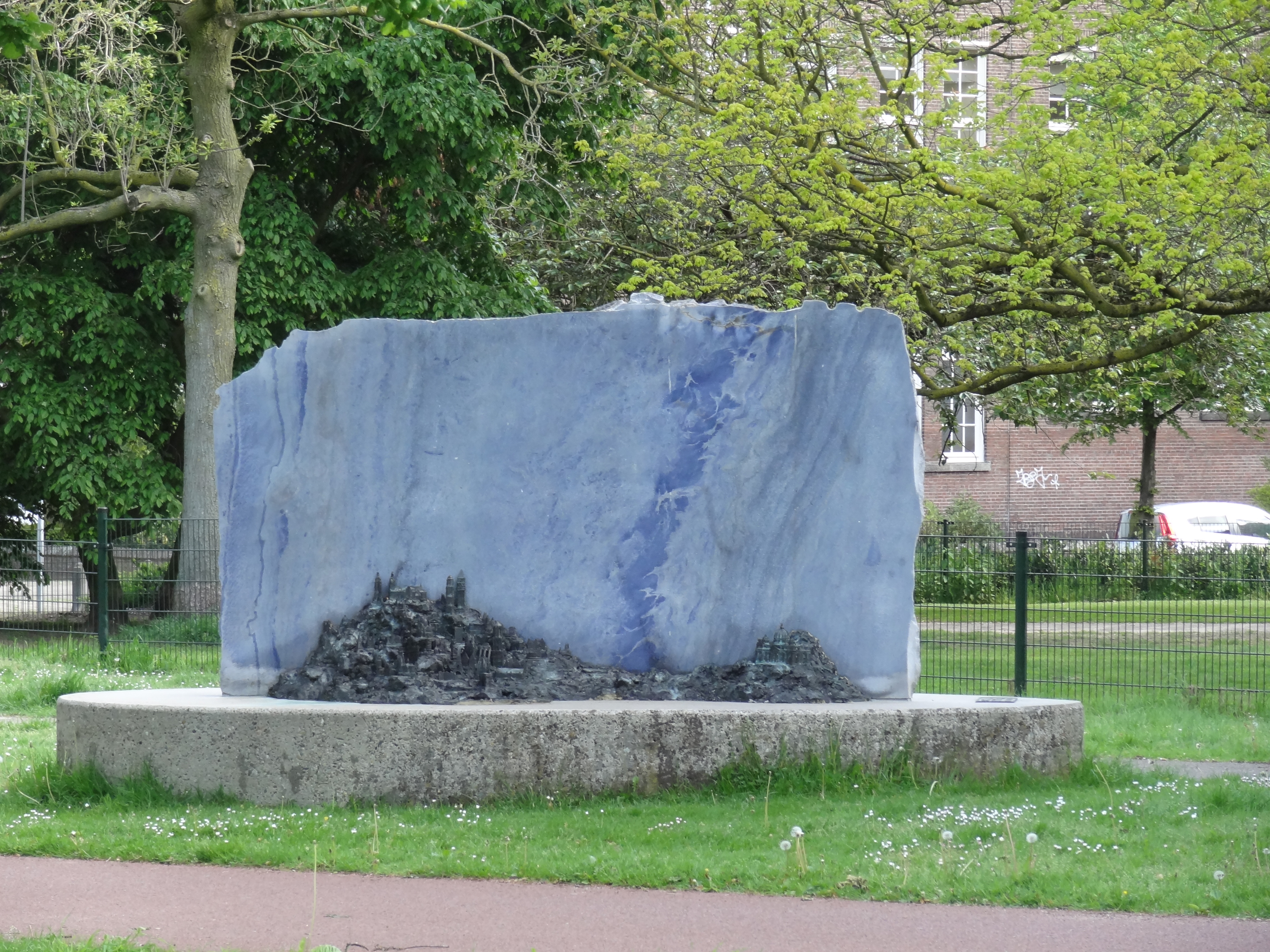
Zonder titel (1995), Prins Bernhardstraat, Nijmegen
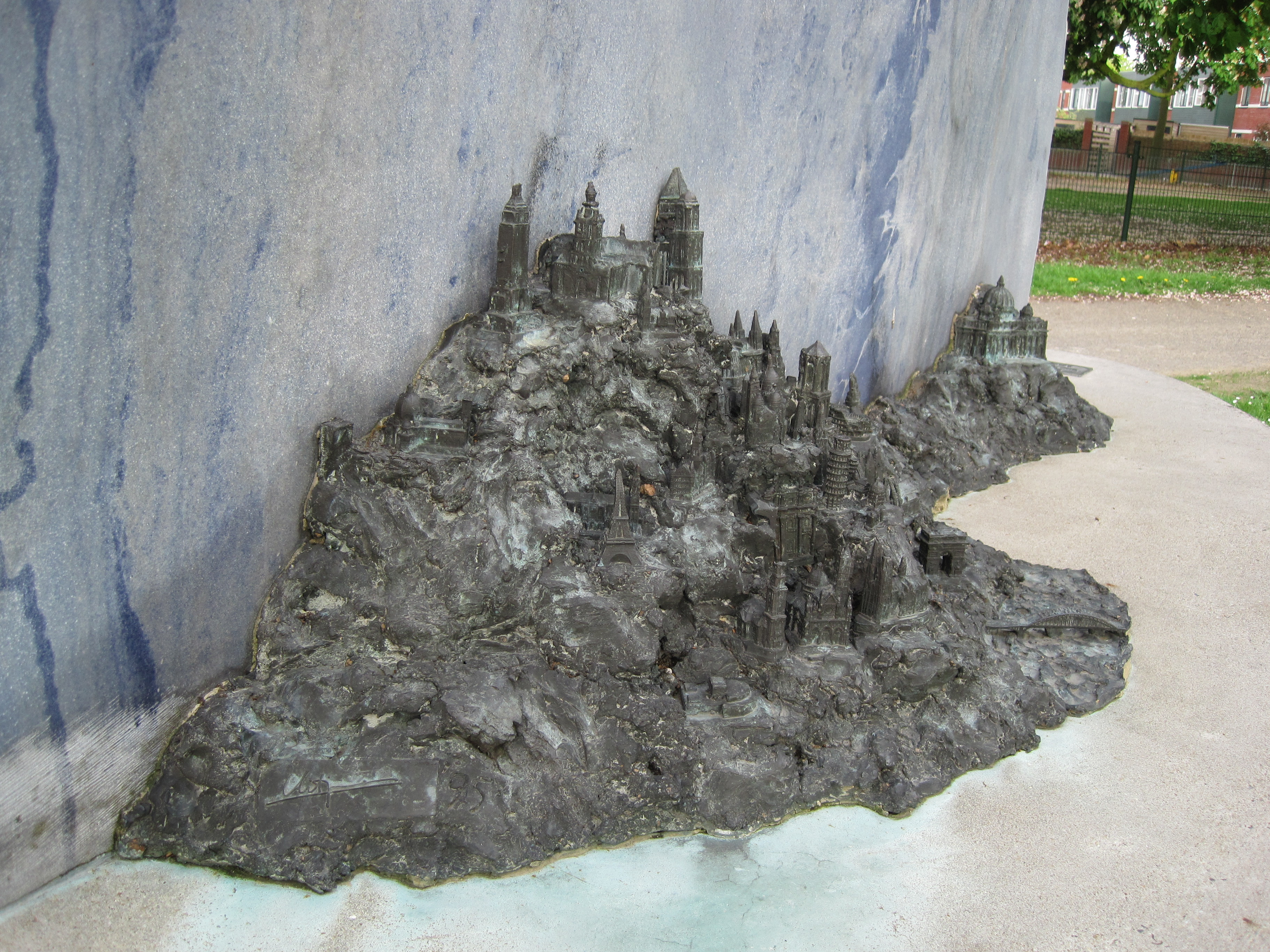
Zonder titel, detail (1995) in Nijmegen
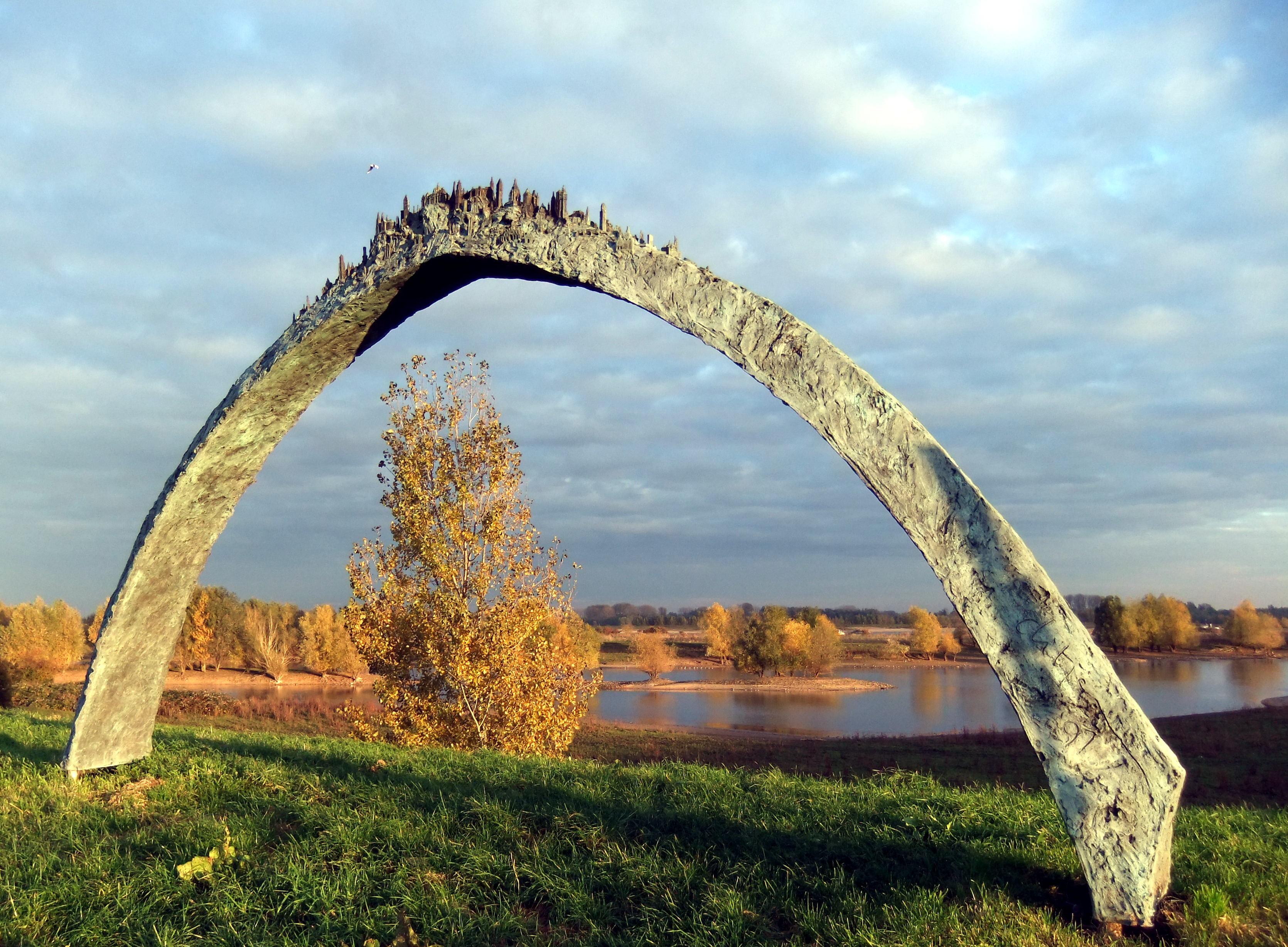
Huizen op de dijk (1997), Tiel
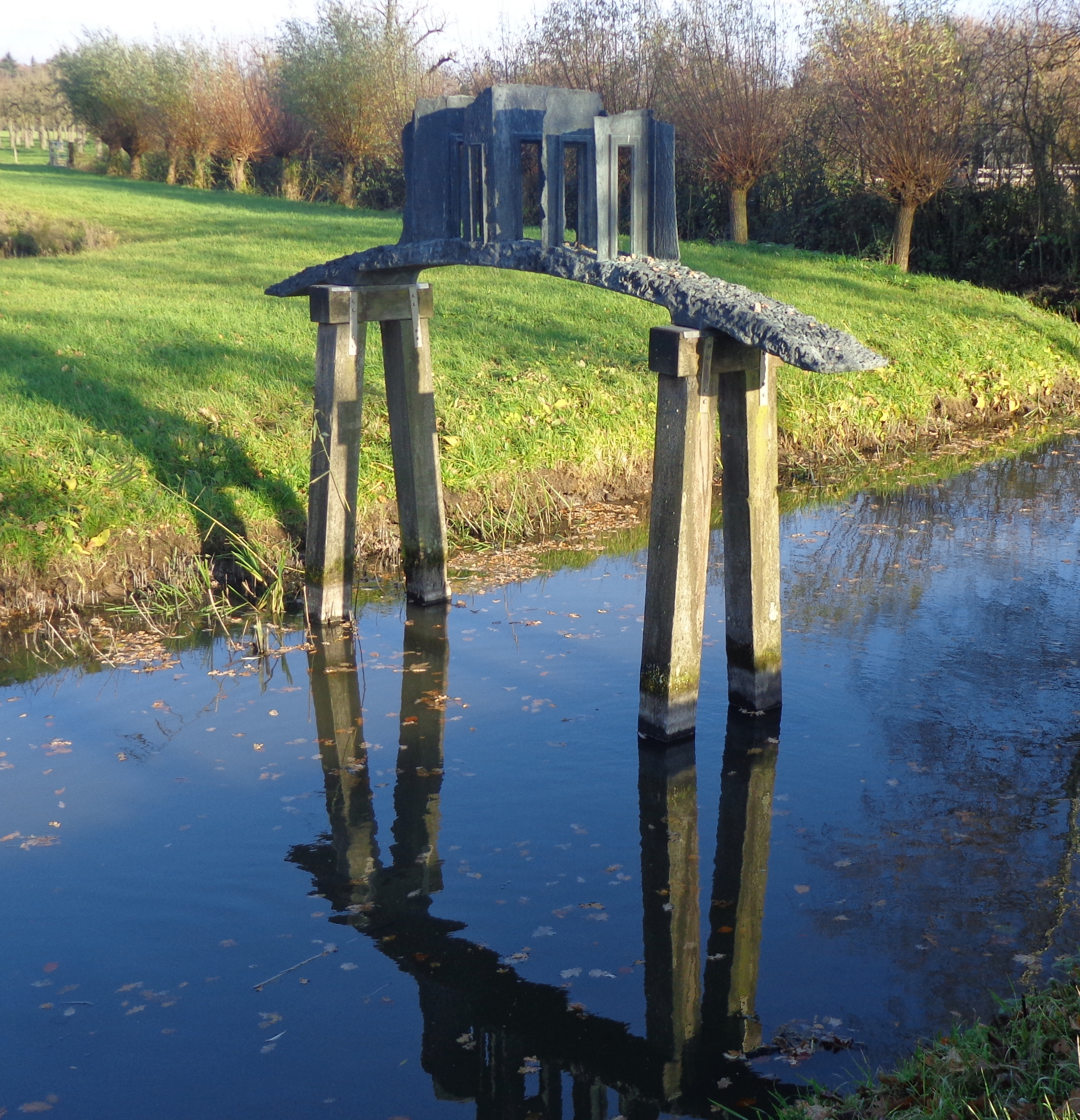
Bebouwde brug (2000), Langbroek
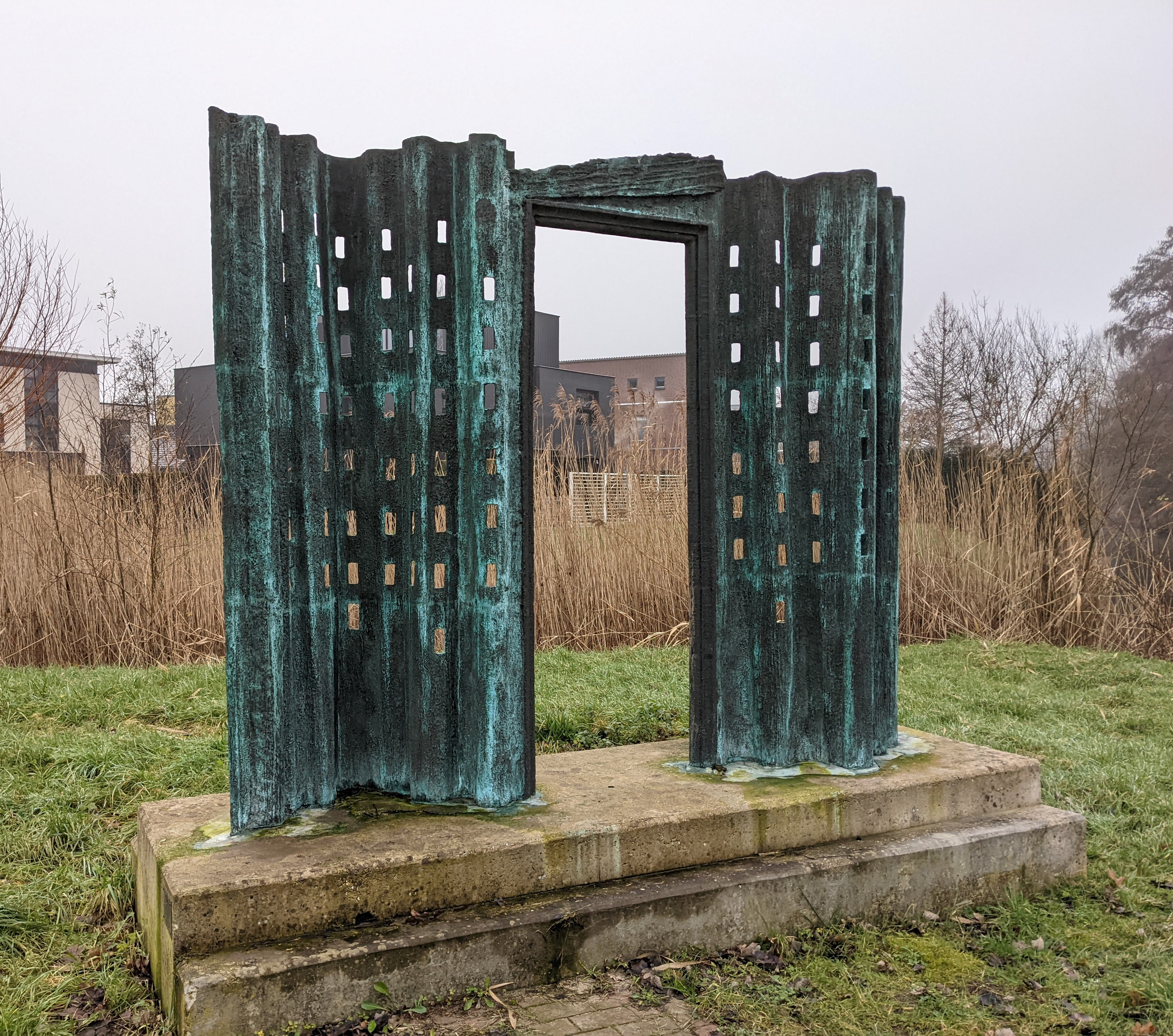
Courtine (2010), Beuningen